# Бунвилл (Калифорния)
Бу́нвилл — статистически обособленная местность в округе Мендосино. Находится в Андерсон-Вэлли на расстоянии 185 километров (115 миль) к северу от Сан-Франциско и 20 километров (12,5 миль) к юго-западу от Юкайи на высоте 116 метров (381 фут). По переписи 2010 года население местности составляет 1035 человек.

## История
Бунвилл был основан Джоном Бургоцем в 1862 году, называвшийся тогда Корнерс. Бургоц построил там отель, и когда в 1864 году Алонсо Кендалл построил ещё один отель, местность стала называться Кендаллс-Сити. В. В. Бон купил магазин в городе и дал местности современное название. Первое почтовое отделение открылось в 1875 году, переехавшее из Андерсона.

## Культура
Бунвилл является прародиной диалекта — бунтлинга. Бутылки местной пивоваренной компании помечены девизом «Bahl Hornin» («Хорошее питейное»). Винный фестиваль эльзасских сортов проходит здесь в феврале каждого года. Поздней весной (в апреле или мае) проходит Ежегодный легендарный Бонвилльский пивной фестиваль с участием пива от 50 ремесленных пивоварен. Фестиваль «Пино Нуар» проходит в мае. В июле проводятся выставки среди производителей принадлежностей для барбекю и состязания овчарок. В сентябре проводит ежегодную ярмарку округа Мендосино. Также Бонвилль знаменит фестивалем мировой музыки «Сьерра-Невада», проходящего каждый год в день летнего солнцестояния.
Бунвилл, несмотря на небольшую численность населения, имеет низкую репутацию среди политически левых в США по контркультурным идеалам, в том числе и по экологически чистым продуктам. Город увековечен Робертом Мэйлером Андерсоном в романе «Бонвилль». Некоторые комментаторы полагают, что Бонвилль мог быть увековечен в романе «Вайнлэнд» Томаса Пинчона. Город известен Церковью Объединения, как местом удачливого, но злополучного творческого проекта общины.

## География
Бунвилл — тёплолетний средиземноморский климат. Согласно климатической системе классификации Кеппена лето здесь теплое и сухое при среднемесячных температурах выше 71,6 °F.

## Демография
По переписи населения 2010 года численность населения Бунвилла составила 1035 человек. Плотность населения — 186,7 человек на миль² (72,1 на км²). Расовый состав — 630 (60,9 %) европеидов, 9 (0,9 %) афроамериканцев, 18 (на 1,7 %), американских индейцев, 7 (0.7 %) азиатов, 2 (0,2 %) выходца с островов Тихого океана, 340 (на 32,9 %) — из других рас, и 29 (на 2,8 %) — от двух или более рас. Латиноамериканцев любой расы составило 520 человек (50.2 %).
Перепись сообщила, что 1029 человек (99,4 % населения) жили в семьях, 1 (0.1 %) жил в неинституциональных группах кварталов, а 5 (0.5 %) были институционализированными.
Насчитывалось 372 домохозяйства, из которых 139 (37.4 %) — имеют детей в возрасте до 18 лет, проживающих в них, 193 (на 51,9 %) — семейных пар, живущих вместе, 46 (12.4 %) — женщин-домохозяек без мужа, 23 (6.2 %) — мужчин-домохозяев без жены. В частности, 28 (7.5 %) неженатых противоположных пар и 4 (1.1 %) однополые супружеские пары. В 77 дворах (20.7 %) составило совместное проживание лиц и в 28 (на 7,5 %) из них — одинокое проживание лиц с возрастом от 65 лет и старше. Средний размер домохозяйства составил 2.77. 262 семьи (70,4 % всех домохозяйств), средний размер семьи составил 3.12.
Население сгруппировалось по возрастному признаку следующим образом: 268 человек (на 25,9 %) — в возрасте до 18 лет, 90 человек (8.7 %) — в возрасте от 18 до 24 лет, 270 человек (на 26,1 %) — в возрасте от 25 до 44 лет, 275 человек (на 26,6 %) — в возрасте от 45 до 64 лет и 132 человек (на 12,8 %), которые были в возрасте 65 лет или старше. Средний возраст составил 36,8 лет. На каждые 100 женщин приходится 112.1 мужчин. На каждые 100 женщин возрастом 18 лет и старше, были 114.2 мужчин.
413 единиц жилья средней плотности 74,5 за квадратную милю (28.8/км2), из которых 190 (51.1 %) были заняты владельцем и 182 (на 48,9 %) были заняты арендаторами. Численность вакантных домовладений составила 0 %; вакантная аренда составила 4,2 %. 479 человек (46,3 % населения) жили в частном жилье и 550 человек (на 53,1 %) проживали в арендуемых жилых помещениях.

## Политика
В Законодательном собрании штата Бунвилл входит во 2-й Сенатский округ (интересы представляются Норином Эвансом) и 2-й округ Ассамблеи (интересы представляются Уэсли Чесбро).
На федеральном уровне Бунвилл входит во 2-й Калифорнийский конгресский округ (интересы представляются Джаредом Хаффманом).